# Mirador de A Capela

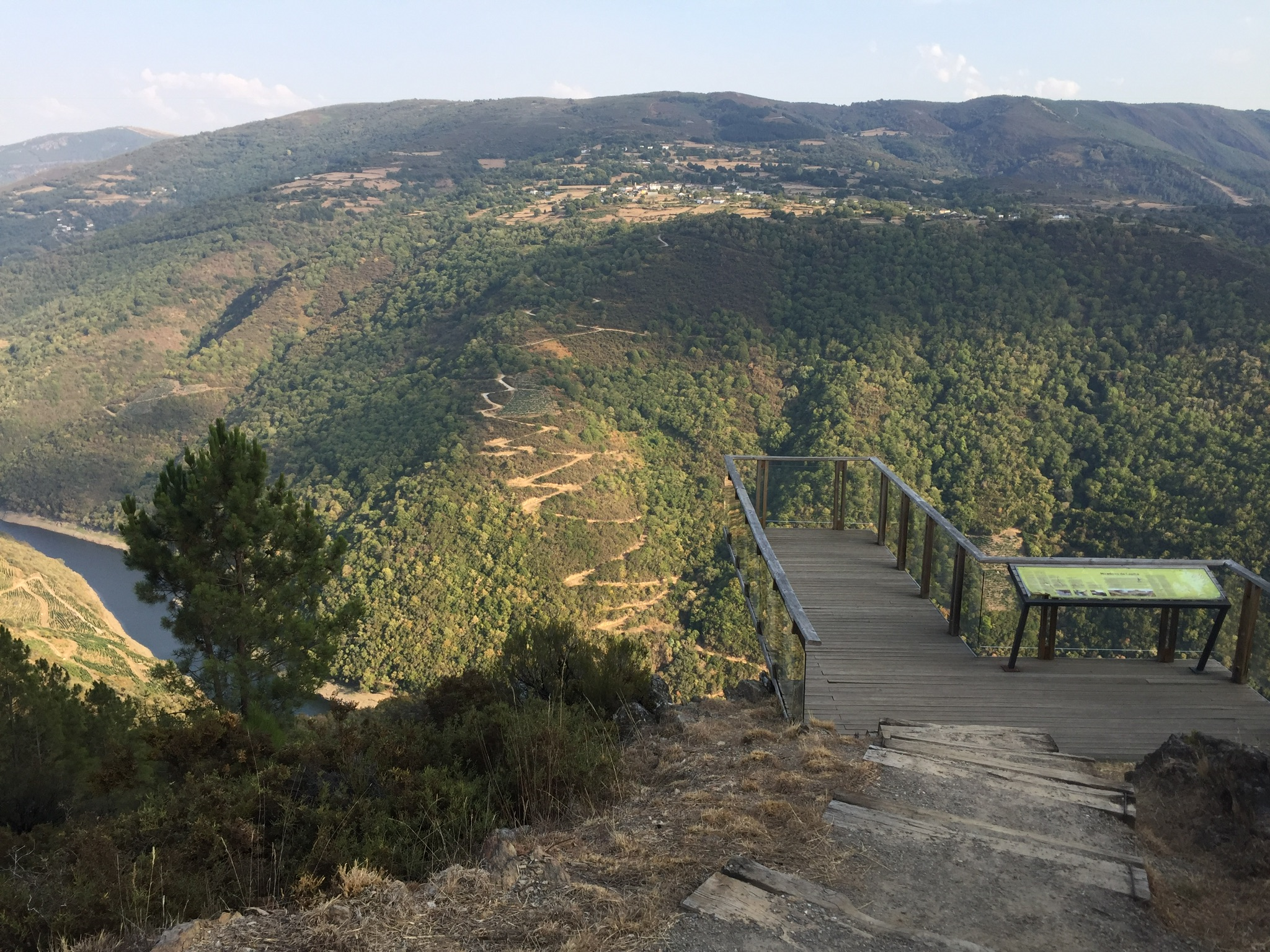
Vista del mirador de A Capela

El mirador de A Capela es un mirador situado en la zona oriental del Cañón del Sil, en la parroquia de Vilachá, en el municipio lucense de Puebla del Brollón, Galicia, España.
Se encuentra en la ribera derecha del río Sil, en el extremo sur del término municipal de Puebla del Brollón, a 609 metros de altitud. Se accede a él desde Vilachá por una pista de tierra de poco más de un kilómetro de longitud. Se orienta hacia el sureste y el desnivel de casi 400 metros sobre el río permite contemplar el Cañón del Sil, los viñedos de Vilachá y la aldea de Torbeo, en el municipio de Ribas de Sil, situada en la ribera opuesta.
El mirador se reformó en 2012 y está formado por una estructura de madera con laterales de metacrilato para contemplar el cañón. Además, dispone de un área recreativa con mesas y bancos. El Ayuntamiento de Puebla del Brollón, con el apoyo de la Diputación de Lugo, invirtió unos 30.000 euros en la reforma.